# Nomin Bold
Nomin Bold (mongolisch Болдын Номин; * 1982 in Ulaanbaatar, Mongolei) ist eine Malerin. Sie gehört zu einer neuen Generation von Künstlerinnen und Künstlern, die sich dem Mongol Zurag (wörtlich „mongolisches Bild“) widmen. Nomin Bold absolvierte die Mongol-Zurag-Klasse an der Hochschule für bildende Kunst in Ulan-Bator.
Ihre Malerei wurde laut eigener Aussage von der Buddhistischen Thangka Technik beeinflusst.

## Ausstellungen

### 2018
Second Yinchuan Biennale 2018

### 2017 documenta 14
Zwei ihrer Bilder, One Day of Mongolia 2017 Acryl auf Leinwand 150 × 200 cm und Green Palace 2017 Acryl auf Leinwand 150 × 200 cm, wurden auf der documenta 14 in Kassel im Naturkundemuseum Ottoneum ausgestellt.

### 2015
The 8th Asia Pacific Triennial of Contemporary Art (APT8)

## Bilder auf Google Arts & Culture
- Das Bild Tomorrow auf Google Arts & Culture
- Das Bild Labyrinth game auf Google Arts & Culture